# Pierre Van Dievoet
Pour les autres membres de la famille, voir Famille Van Dievoet.
Pour les articles homonymes, voir Van Dievoet.

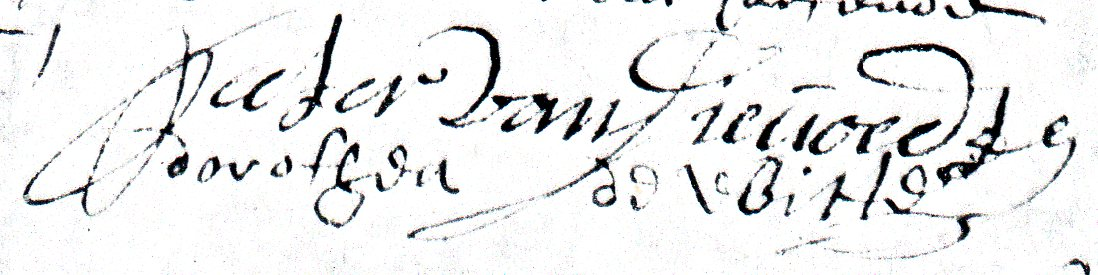
Signature du sculpteur Pierre Van Dievoet et de son épouse Dorothée de Witte, 17 juillet 1709.

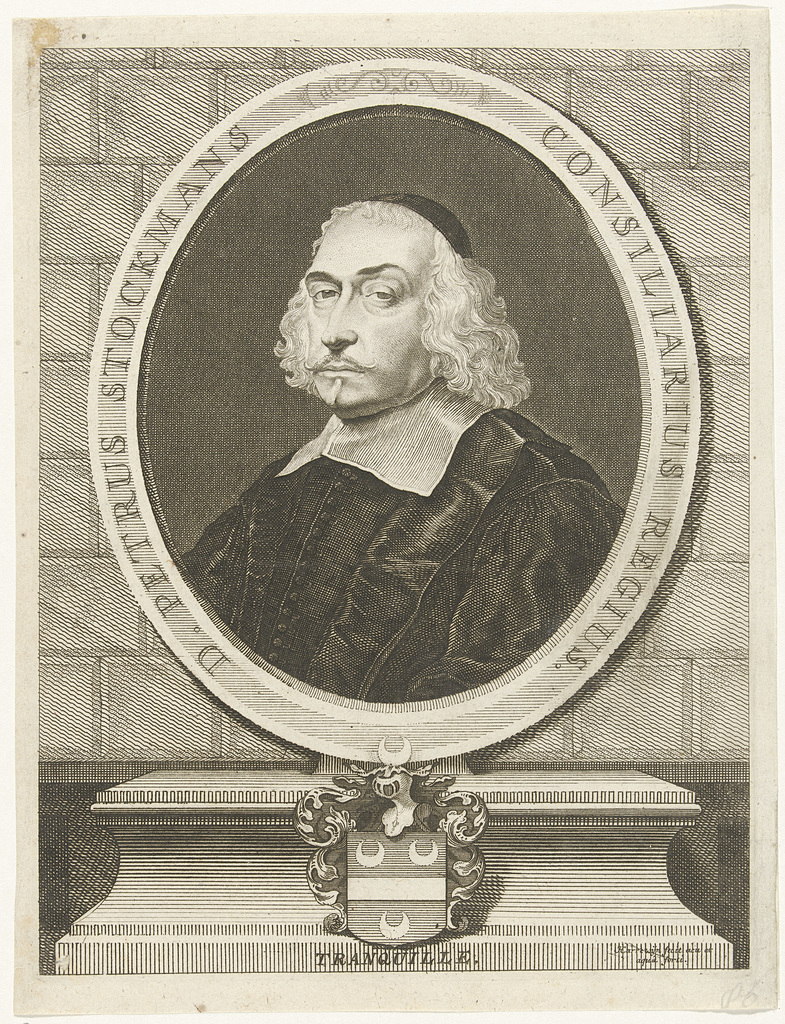
Pierre Stockmans (1608-1671), Conseiller de Brabant, diplomate, helléniste et professeur à l'université de Louvain, fut le parrain du sculpteur Pierre Van Dievoet, auquel il donna son prénom sur les fonts baptismaux le 29 juin 1661.

Pierre Van Dievoet (en néerlandais : Peeter, en anglais : Peter, en latin : Petrus) (Bruxelles 1661 - Bruxelles 2 mars 1729) est un sculpteur et architecte bruxellois qui vécut à Londres et Bruxelles.
Il est connu pour la statue du roi Jacques II à Londres ainsi que pour avoir sculpté de nombreuses maisons de la Grand-Place.

## Biographie
Pierre Van Dievoet fut baptisé à la collégiale Sainte-Gudule de Bruxelles le 29 juin 1661 et eut comme parrain Pierre Stockmans, Conseiller de Brabant, diplomate et helléniste. Il est né du second mariage de Gilles Van Dievoet, bourgeois de Bruxelles, avec Gertrude Zeevaert. Gilles Van Dievoet (décédé avant 1672) était veuf en premières noces de Catherine Slachmeulder, dont il avait eu notamment Philippe Van Dievoet, orfèvre du roi Louis XIV.
Pierre Van Dievoet s'est donc trouvé orphelin de père vers l'âge de douze ou treize ans. Sa mère Gertrude Zeevaert, remariée le 28 août 1672 avec    Charles De Lens, meurt à Bruxelles le 22 juillet 1705. Ses funérailles ont lieu en la Chapelle de la Madeleine où elle est enterrée, en présence de seize prêtres, le 24 juillet 1705.
D'abord installé à Bruxelles, il part ensuite en Angleterre mais, comme l'écrit Antoine Nicolas Dezallier d'Argenville, il quitte ce pays à cause de la révolution de 1688, et il revient dans sa ville natale où il termine sa vie.
Son frère aîné Philippe Van Dievoet, dit Vandive (1654-1738), quitte également jeune sa patrie, en 1672, et s'installe à Paris, où il devient orfèvre, conseiller du roi, syndic général des rentes de l'Hôtel de ville de Paris, consul de Paris, grand-garde du corps des orfèvres et administrateur au Grand Bureau des Pauvres de l'Hôpital dit « des Petites Maisons » destiné aux « insensés » et aux personnes faibles et caduques.
D'après George Vertue, Pierre Van Dievoet arrive à Londres pendant le règne de Charles II, sans doute vers 1679.

## Son œuvre à Londres, sa formation chez Grinling Gibbons

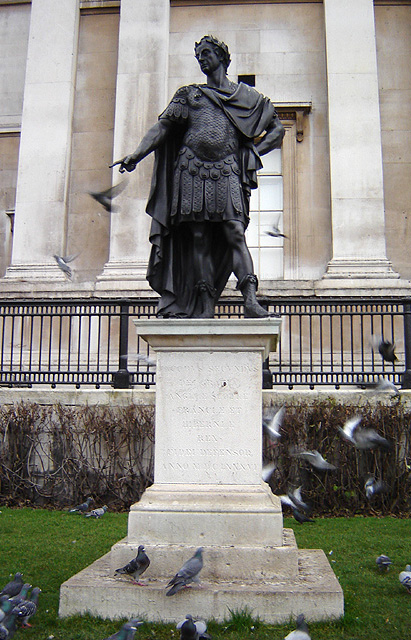
La statue de Jacques II, Trafalgar Square, par Pierre Van Dievoet, 1686.

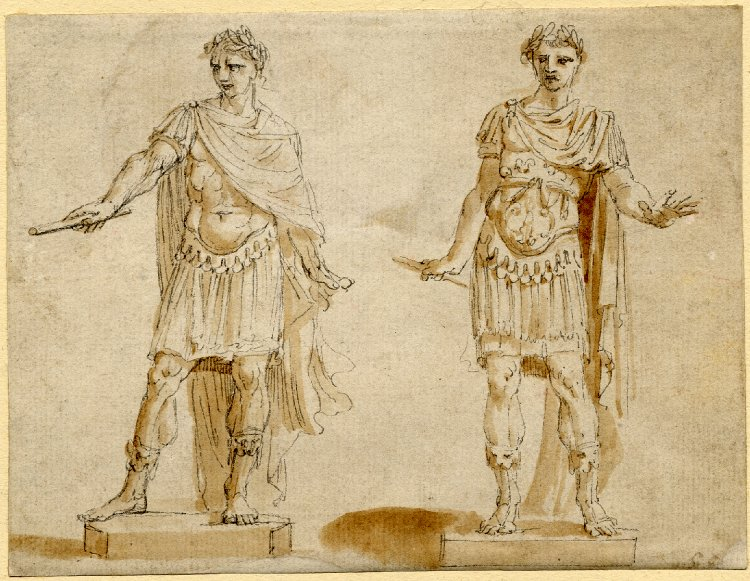
Études pour une statue d'un personnage vêtu à la romaine, par Pierre Van Dievoet, British Museum.

Selon le chevalier Marchal, ses œuvres essentielles se trouvent en Angleterre et sont "parmi les meilleures de son époque". Pierre Van Dievoet travaille en effet à Londres dans l'atelier du sculpteur quaker Grinling Gibbons pendant presque huit ans, de 1680 à 1688. Il est même parfois cité comme un des maîtres de ce dernier, aux côtés de van Oost et du peintre Watson.
Sa production anglaise (surtout de statuaire) reste mal connue car peu de recherches ont été effectuées pour les retrouver et les inventorier. George Vertue le mentionne uniquement comme statuaire.
Le même George Vertue (1684-1756), qui avait trouvé un accord et un reçu de payement pour cette œuvre, lui attribue, en collaboration avec un certain Laurens de Malines, la statue en bronze de Jacques II (1686) dans la cour de Whitehall, actuellement à Trafalgar Square.
De son côté Margaret Whinney fait remarquer que cette statue n’a pas un caractère anglais mais continental et elle reprend cette même attribution : and indeed it is continental and not English work, two Flemings, Laurens of Malines and Dievot of Brussels, were employed to model and make it. Cette attribution est reprise par Sir Lionel Henri Cust : Dyvoet... and Laurens... who executed the statue of James II at Whitehall.
Le Laurens mentionné est identifié par Paul-Eugène Claessens comme étant le sculpteur malinois Laurent van der Meulen. Tipping, dans sa biographie de Grinling Gibbons, reprend et répète ce que dit George Vertue.
Dans la notice qu'il consacre à Pierre Van Dievoet dans son Dictionay of British sculptors (p. 130), Rupert Gunnis cite également les propos de Vertue (Walpole Society, Vertue, vol. I p. 61) selon lesquels la statue de Jacques II a été « modelled and made » par Pierre Van Dievoet et Laurent Van der Meulen, mais cite en outre un autre témoignage d'époque, celui du Juriste Sir John Bramston (1611-1700) qui dans son autobiographie (Camden Society, 1845) attribue quant à lui cette statue à Gibbons lui-même : « on New Year's Day, 1686, a statue in brass was to be seen (placed the day before) in the yard at Whitehall made by Gibbons... of the present King James II ». Toutefois, le témoignage précis de Vertue, spécialiste des arts et ayant essayé de rassembler le plus de documentation possible sur les artistes de son temps a plus de valeur que celui d'un citoyen de Londres qui peut croire comme étant de Gibbons ce qui n'est que de l'atelier de Gibbons et qui est bien l'œuvre de Pierre Van Dievoet de Bruxelles et de Laurent van der Meulen de Malines.

### Statue de Jacques II
Le roi y est représenté en pied, costumé en imperator, il est couvert d'un paludamentum drapé, et tient de la dextre un bâton de commandement. Il est très intéressant de comparer cette statue avec celle de St. Hommebon, également par Van Dievoet et qui se trouve à Bruxelles (voir plus loin). On constate des similitudes entre ces deux œuvres, par exemple dans le drapé du manteau, dans la façon qu'a la tête de se tourner vers la droite et dans la posture générale.

### La révolution de 1688 et le retour à Bruxelles
Moins de deux ans après l'exécution de la statue de Jacques II, éclate la révolution contre ce monarque catholique. Les auteurs de sa statue, catholiques eux-mêmes, ne peuvent pas rester à Londres. Ainsi, Pierre Van Dievoet et Laurent Vander Meulen sont forcés de quitter le pays. Comme le dit Vertue, Pierre Van Dievoet abandonne ses affaires de sculpture (he gave up « his business of carving ») et quitte l'Angleterre lors des troubles de la révolution (... and left England in the « troubles of the Révolution »).
Pierre Van Dievoet retournera à Bruxelles, sa ville natale, et son condisciple Laurent Vander Meulen revient à Malines.
En tous cas on le retrouve peu après à Paris. Il y demeure chez son frère Philippe Van Dievoet, marchand orfèvre de Monseigneur, rue du Harlay. Sous la graphie de Pierre Vandivout, il est parrain le 6 avril 1689 en l'église de Saint-Barthélemy de son neveu Jean-Baptiste Vandivout, né même jour.
Peut être  a-t-il fait également une étape à Anvers où George Vertue le signale dans ses notes.

## Son œuvre à Bruxelles

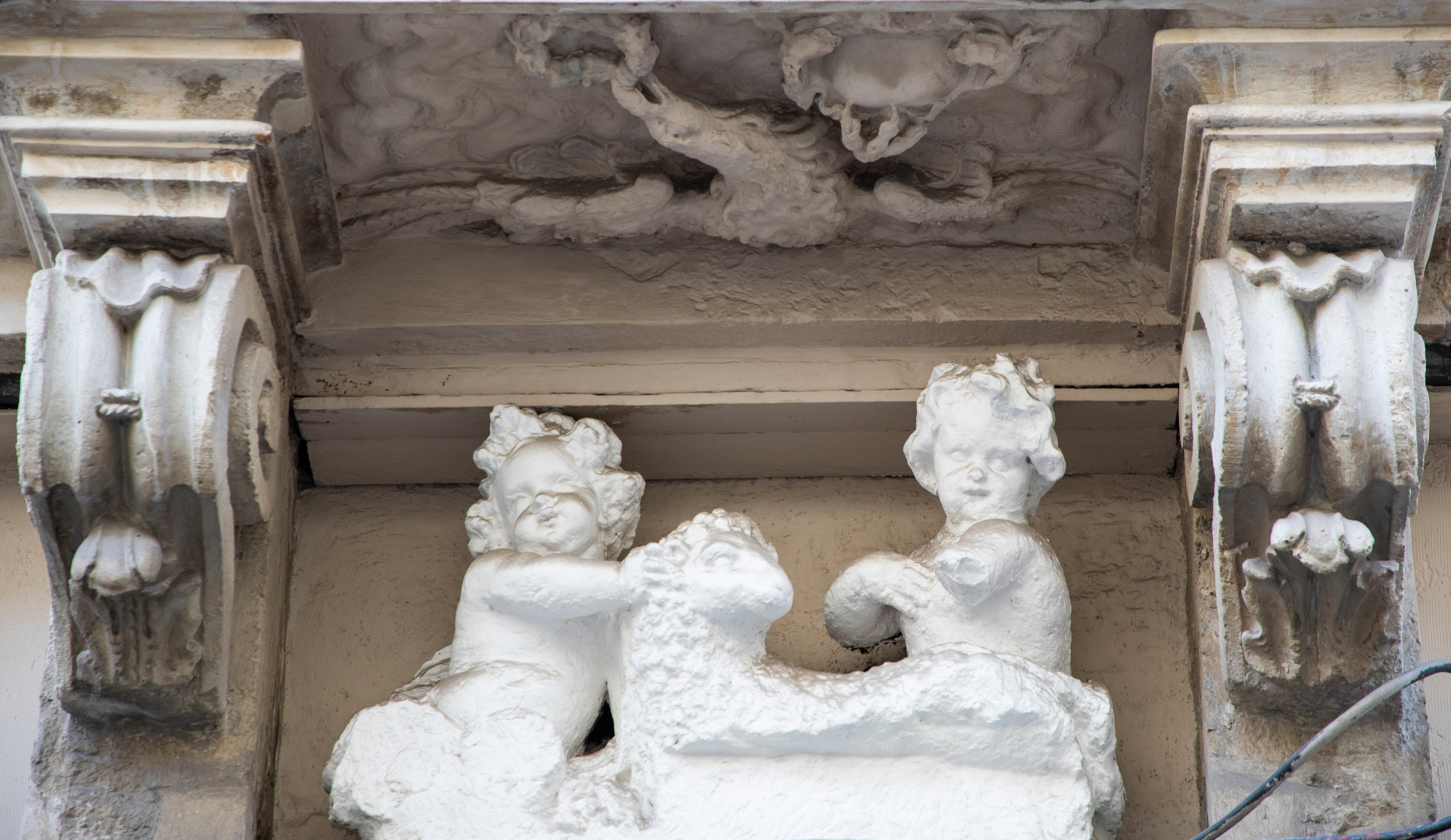
Sculpture de l'Agneau Blanc à Bruxelles, par Pierre Van Dievoet, 1696.

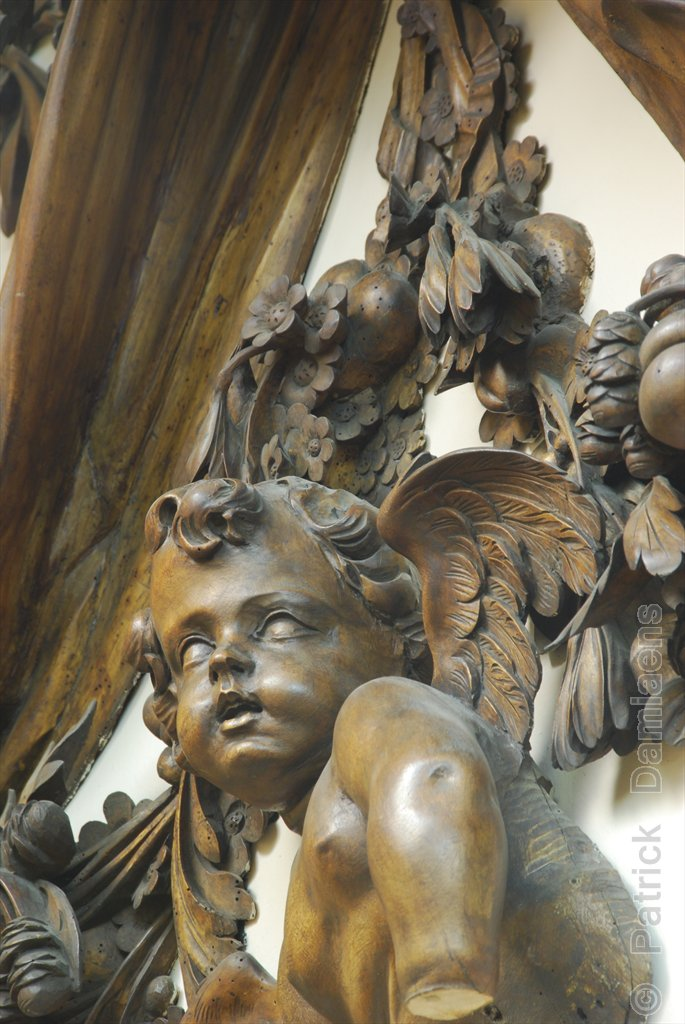
Détail d'un encadrement ornemental par Pierre Van Dievoet (Musées royaux d'Art et d'Histoire de Bruxelles).

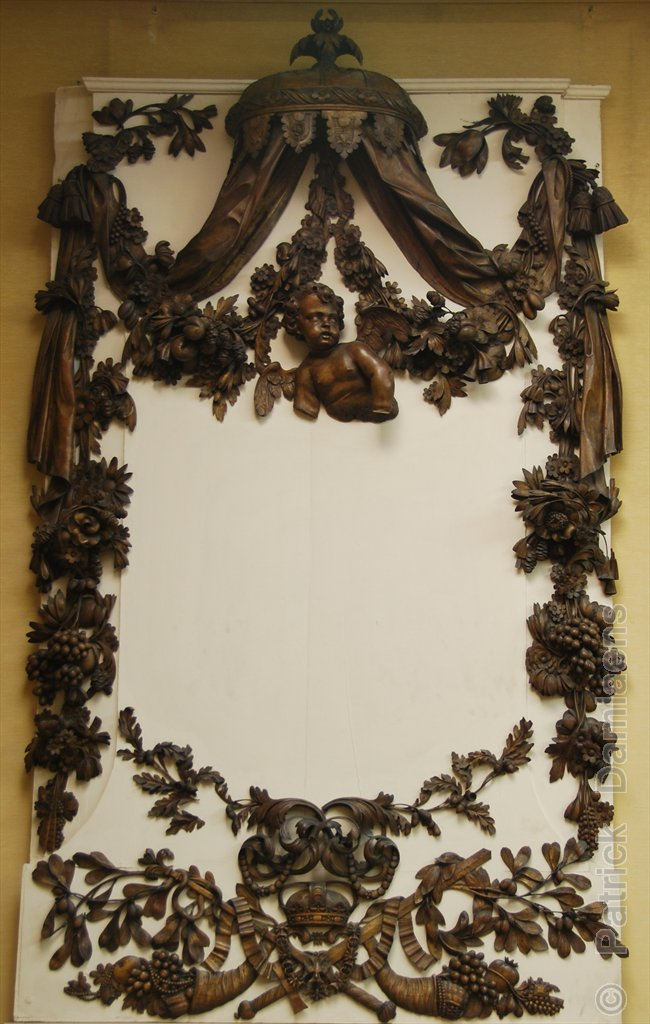
Encadrement ornemental en bois de tilleul finement ouvragé, composé de festons et de fruits (Musées royaux d'Art et d'Histoire de Bruxelles, inventaire n° 614), par Pierre van Dievoet (1661-1729).

De retour dans sa patrie vers 1689, Pierre Van Dievoet doit satisfaire aux exigences de l'institution corporative et s'inscrire au métier des Quatre Couronnés dont il est reçu officiellement maître en 1695. C'est à cette date que commence son œuvre bruxelloise. Cette année-là également, Bruxelles est détruite par le bombardement français du maréchal de Villeroy.
Déjà de son vivant, Pierre Van Dievoet est considéré comme un sculpteur renommé.
Longtemps après sa mort, un rapport du magistrat de Bruxelles à Charles-Alexandre de Lorraine, daté du 27 septembre 1771, cite Pierre Van Dievoet dans une liste de sculpteurs bruxellois très remarquables.
De son œuvre bruxelloise, on connaît encore seulement les pièces mentionnées par Guillaume Des Marez, en attendant d'autre « découvertes » ou authentifications. On attache surtout le nom de Pierre Van Dievoet à la réalisation et à la conception du célèbre forum de la capitale. Il est un de ceux auxquels les Bruxellois sont redevables d'avoir la « plus belle Grand-Place du monde ».
Nous passons ici son œuvre en revue dans l'ordre où en parle Des Marez (Guide illustré de Bruxelles, Bruxelles, 1928).

### Sculptures sur bois
Pierre Van Dievoet est l'auteur également de sculptures sur bois, finement ciselées, dans laquelle il allait égaler son maître Grinling Gibbons comme le montre par exemple l’encadrement ornemental en bois de tilleul extrêmement fouillé composé de festons et de fruits qui est conservé aux Musées royaux d'Art et d'Histoire de Bruxelles.
Comme œuvre sur bois on signale également de lui, pour la corporation des tailleurs, des « keerse », c'est-à-dire des emblèmes richement sculptés qui étaient portés lors des processions. C'est pour cette corporation également qu'il orna leur immeuble, la maison de la Chaloupe d'Or, Grand-Place.

### Œuvres de laGrand-Place de Bruxelles

#### I.Maison du Sac
Grand-Place n° 4
- Sculpteurs : Pierre Van Dievoet et Laurent Merkaert.

La partie inférieure du Sac, avec l'enseigne sculptée (1644), ne fut pas démolie lors du bombardement et c'est à partir du troisième étage que débute la reconstruction par l'architecte Pastorana en 1697. C'est donc à partir de cet étage que commencent les sculptures de Pierre Van Dievoet et Laurent Merkaert. À savoir : un gâble très orné, des torchères et des vases aux angles, au sommet un globe sur lequel est placé un compas et sur le plein cintre des fenêtres, de lourdes guirlandes de fleurs et de fruits et une coquille, la frise du troisième étage est composée de cartouches dont trois rehaussées de têtes d'anges. Il s'agit d'un gâble typiquement bruxellois. Notons que cette maison fut restaurée en 1912 par l'architecte Jean Seghers et que les cariatides actuelles sont l’œuvre du sculpteur Edouard Marchant (1852).

Maisons de la Grand-Place dont le décor sculpté a été réalisé en tout ou en partie par Pierre Van Dievoet
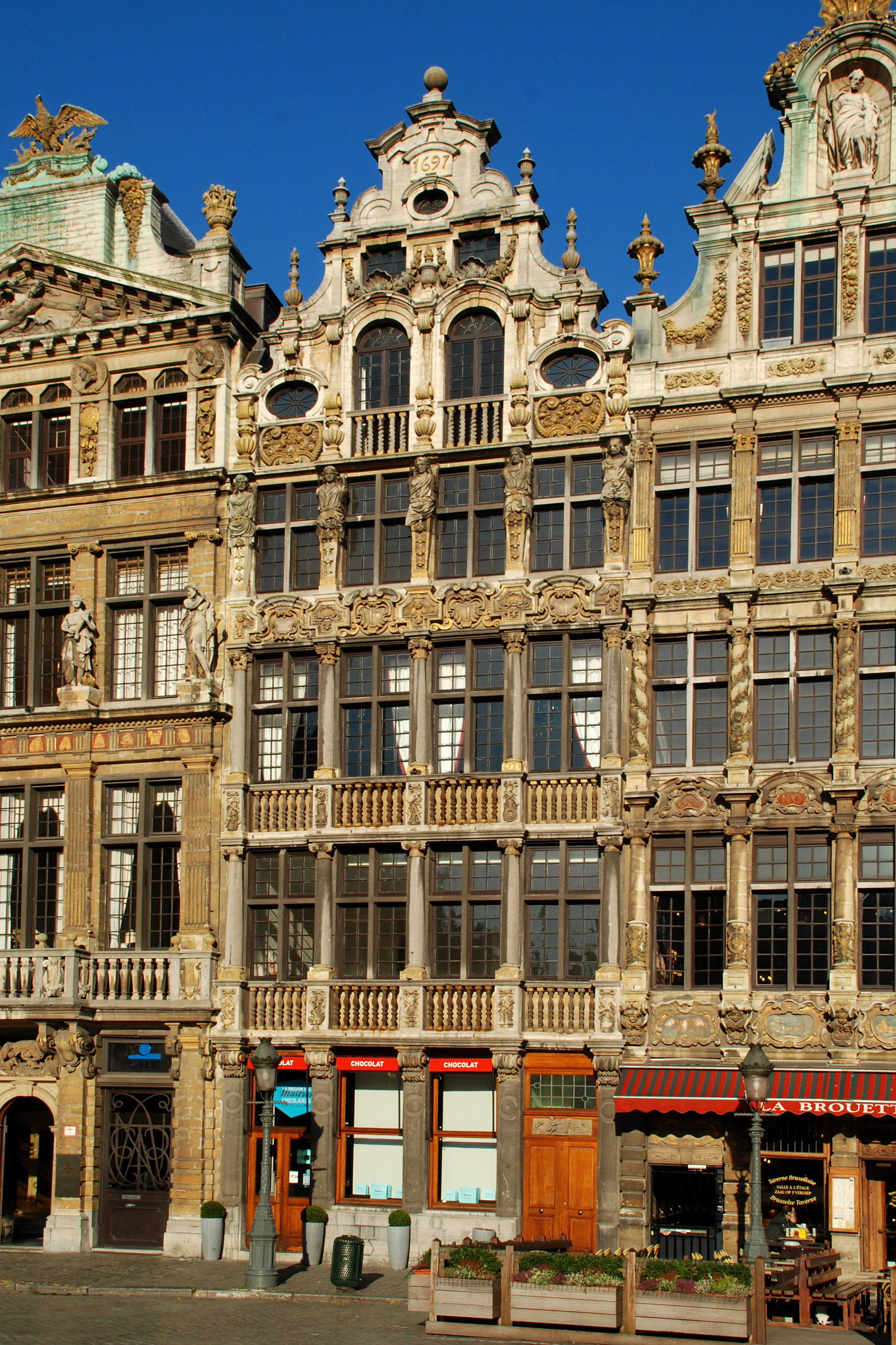
Maison du Sac.
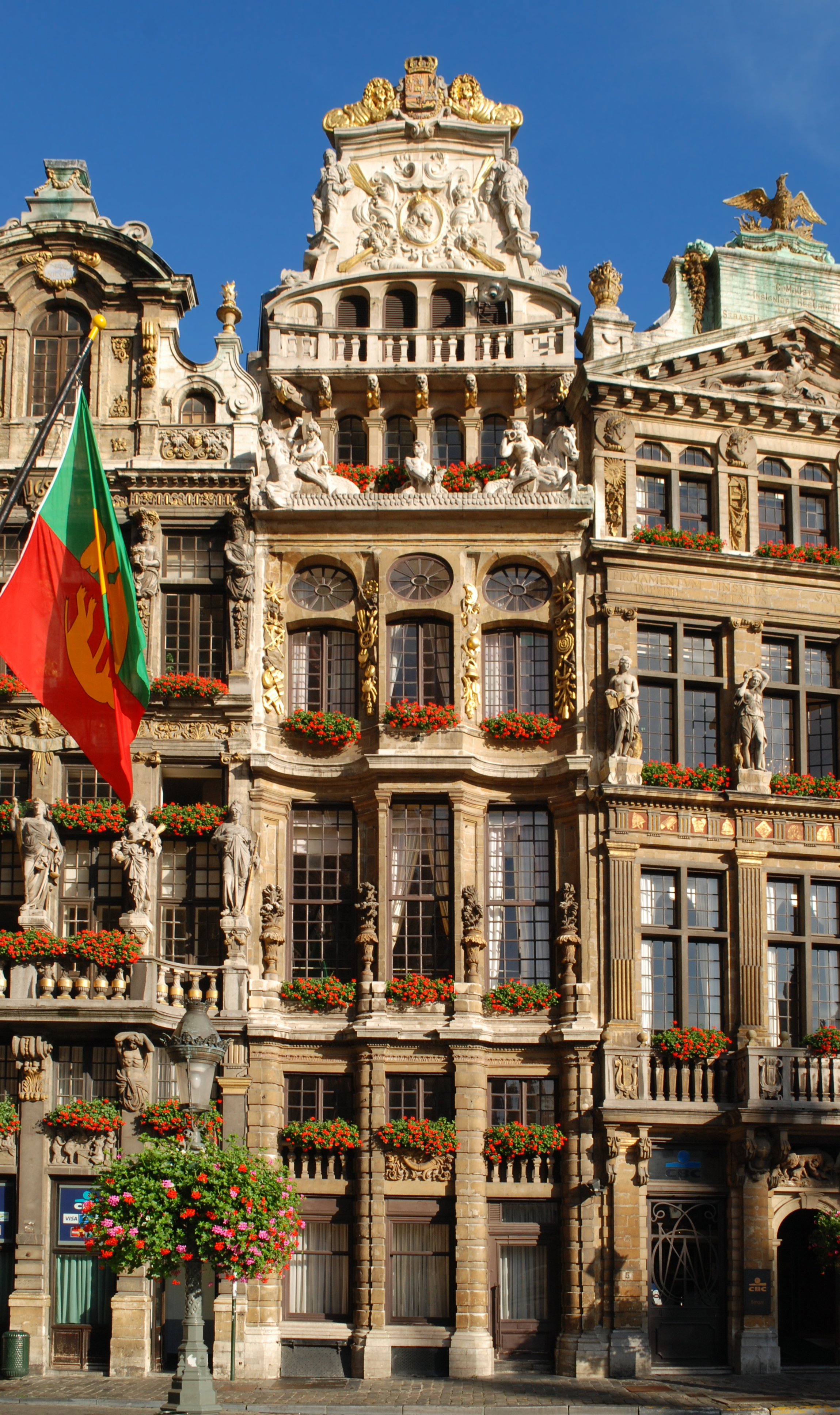
Maison du Cornet.
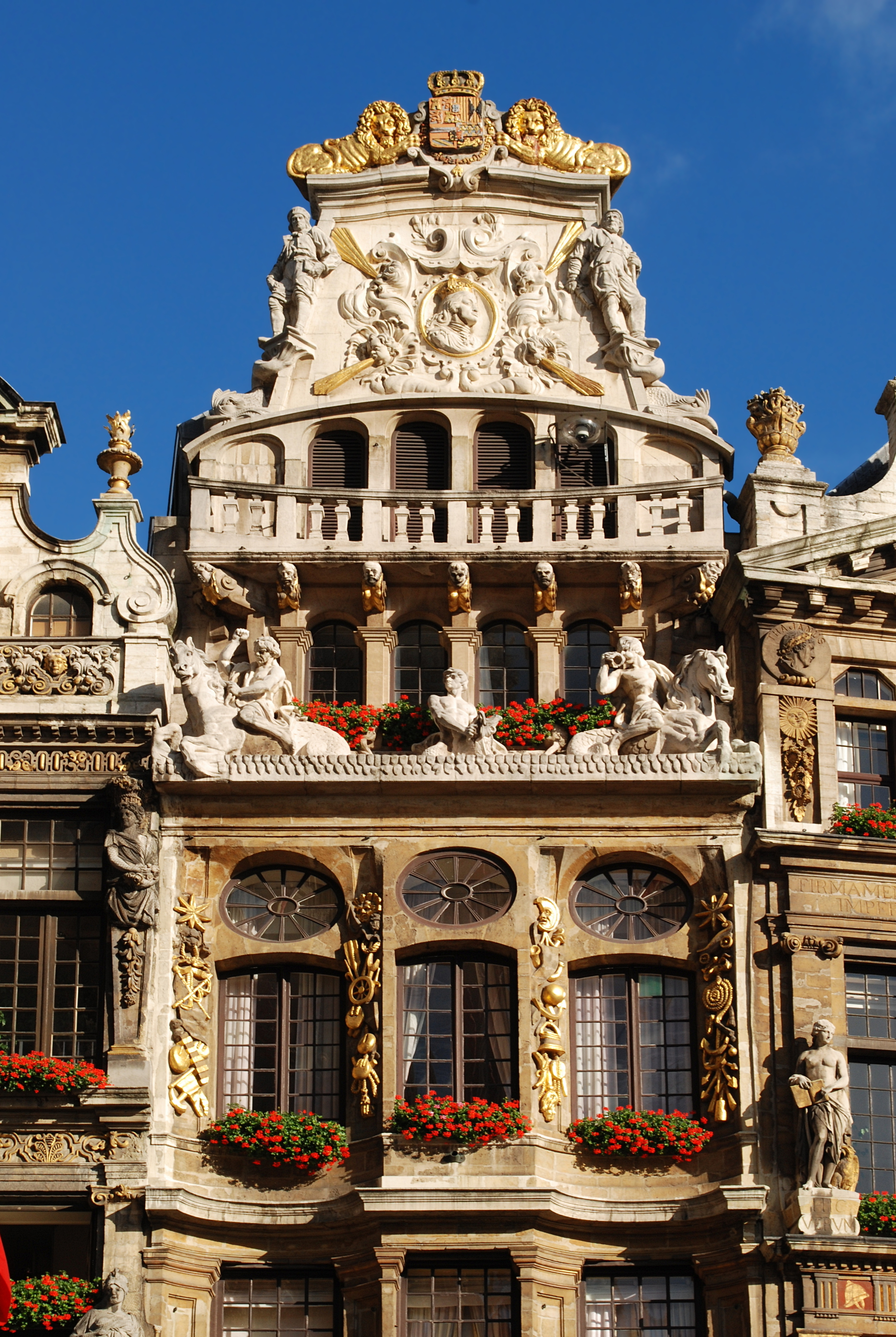
Pignon de la Maison du Cornet.
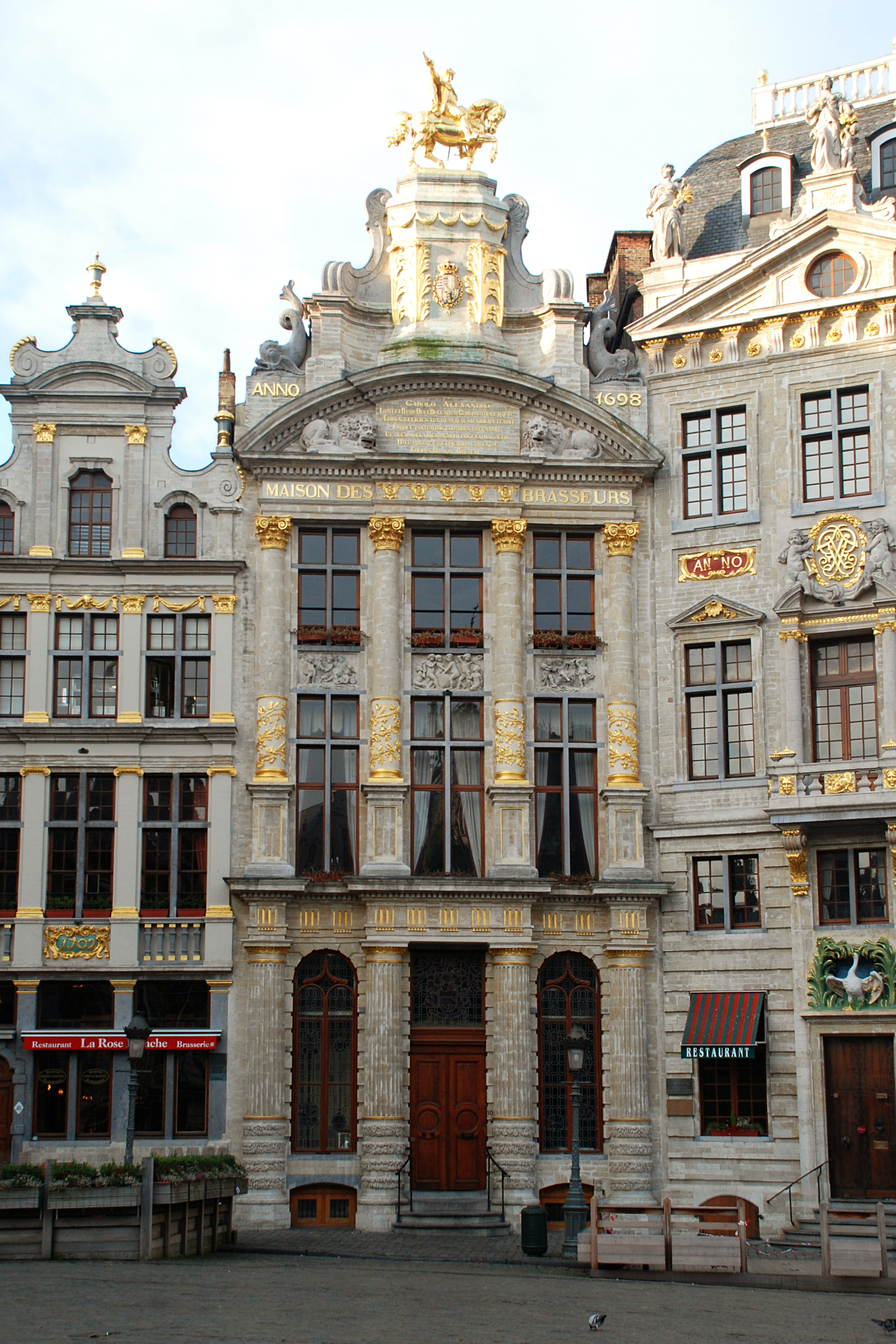
Maison de l'Arbre d'Or.
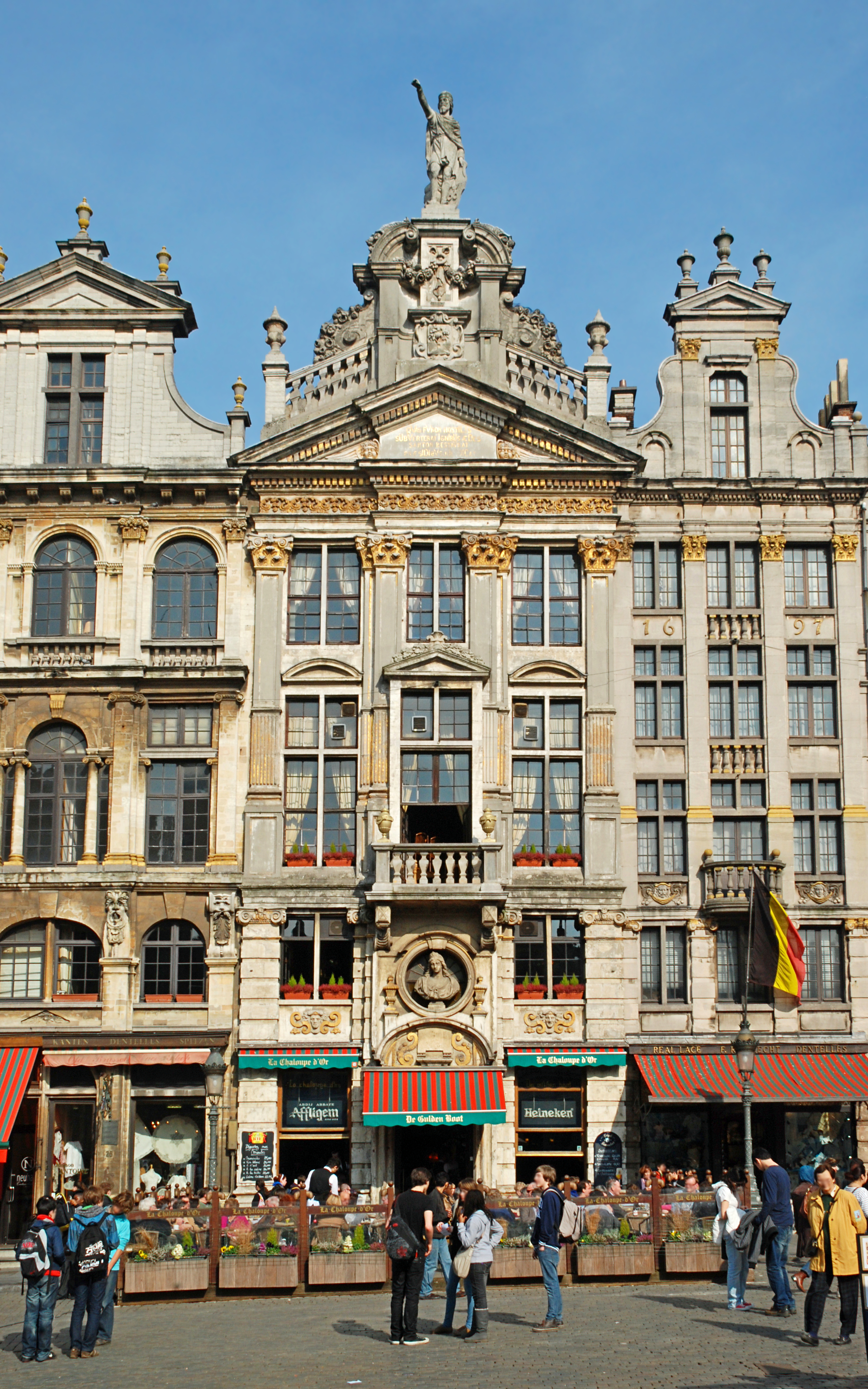
Maison de la Chaloupe d'Or.
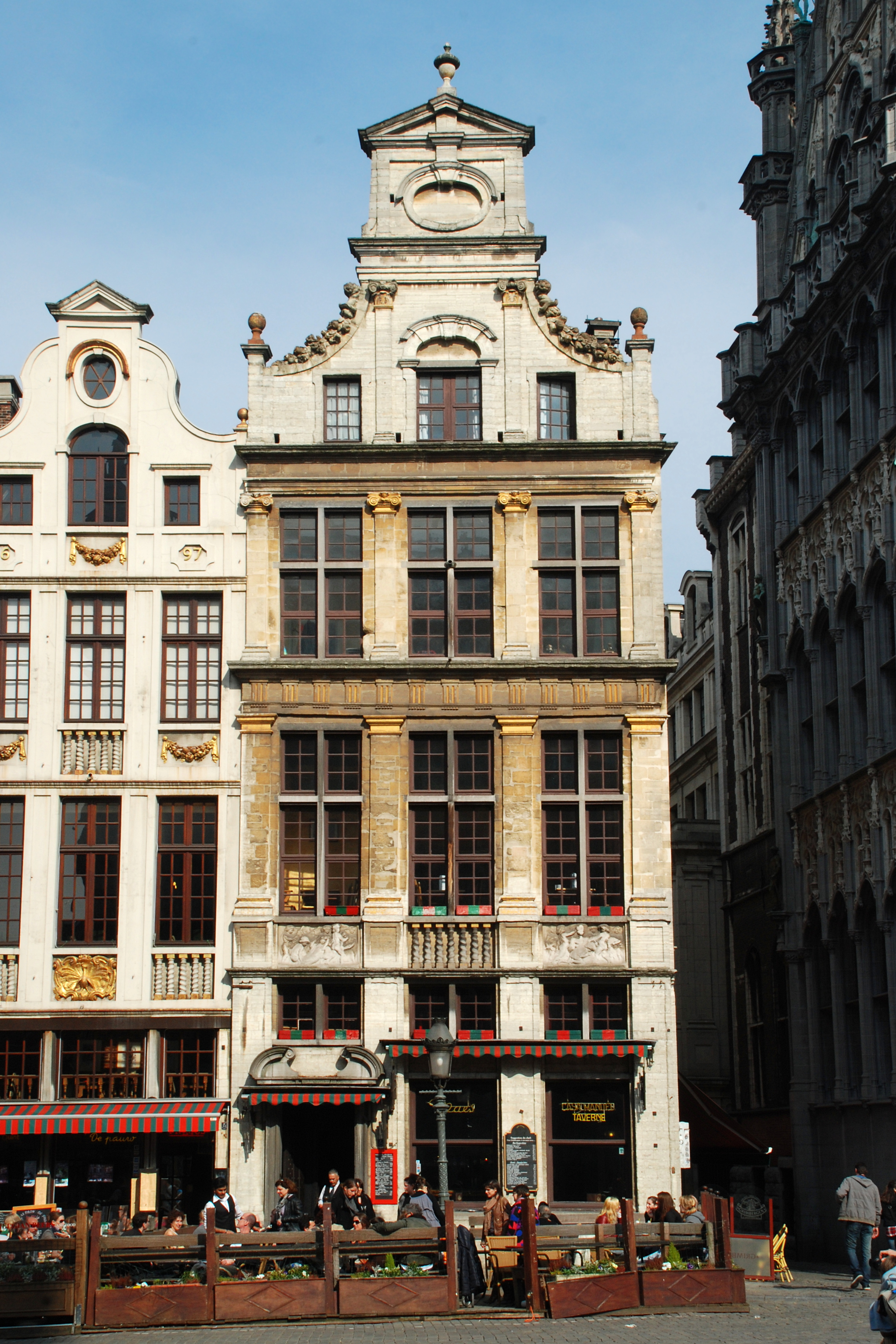
Maison du Heaume, dont Pierre van Dievoet aurait été l'architecte en plus de sculpteur.

#### II.Maison du Cornet
Grand-Place, n° 6
- Architecte: Antoine Pastorana
- Sculpteur: Pierre Van Dievoet.

Le Cornet (den Horen), ou Maison des Bateliers est, comme le fait remarquer Guillaume Des Marez, une des maisons les plus originales de la Grand-Place, le pignon représentant la poupe d'un navire du XVIIe siècle.
Par contrat passé le 3 avril 1697, les doyens du Métier des Bateliers confièrent à Pierre Van Dievoet l'exécution de toute la sculpture de la façade.

#### III.L'Arbre d'Or, ou Maison des Brasseurs
Grand-Place n° 10
- Sculpteurs : Pierre Van Dievoet[23] et Marc de Vos.

Lors de la construction de cette demeure, l’architecte De Bruyn prononça la phrase célèbre : « Vous avez eu la conscience de travailler pour l'éternité ! ». Nous pensons à la suite de Des Marez que Pierre Van Dievoet sculpta pour cette façade les chapiteaux et les décorations ornant le fûts des colonnes corinthiennes, les deux lions couchés au pied d'un cartouche, ainsi que les volutes et les dauphins du fronton. Les deux bas-reliefs, celui de gauche représentant les vendanges et celui de droite représentant le transport de la bière, sont fort semblables à ceux de l'Agneau blanc et peuvent être attribués à Pierre Van Dievoet. Le bas-relief central, représentant la cueillette du Houblon, est d'une autre main et d'un style différent, et serait de Marc de Vos.

#### IV.Maison de la Chaloupe d'Or
Grand-Place n° 24-25
La « Maison de la Chaloupe d'Or » était la maison des Tailleurs. Pierre Van Dievoet y exécuta originellement toutes les sculptures (1698). On y remarque, par Pierre Van Dievoet, la statue de Saint Hommebon de Crémone (Sanctus Homobonus) bénissant les passants de la Grand-Place. Cette statue de saint Hommebon est la seule statue sur pied de Pierre Van Dievoet qui ait été identifiée à Bruxelles. Signalons que l'actuel buste de sainte Barbe au-dessus de la porte d'entrée est l'œuvre de Godefroid Van den Kerckhove (1872). 
Pierre Van Dievoet exécuta également pour la corporation des tailleurs, des « keerse », c'est-à-dire de ces enseignes richement sculptées qui étaient portées par les suppôts des corporations lors des processions.

#### V.Le Heaume
Grand-Place, n° 34
- Architecte : Pierre Van Dievoet[2].

Guillaume Des Marez pense que le sculpteur Pierre Van Dievoet est l'architecte qui dressa les plans de cette maison qui ne manque pas d'élégance.

### Œuvres du Marché aux Herbes

#### L'Agneau blanc
Marché aux Herbes n° 42
- Sculpteur: Pierre Van Dievoet.

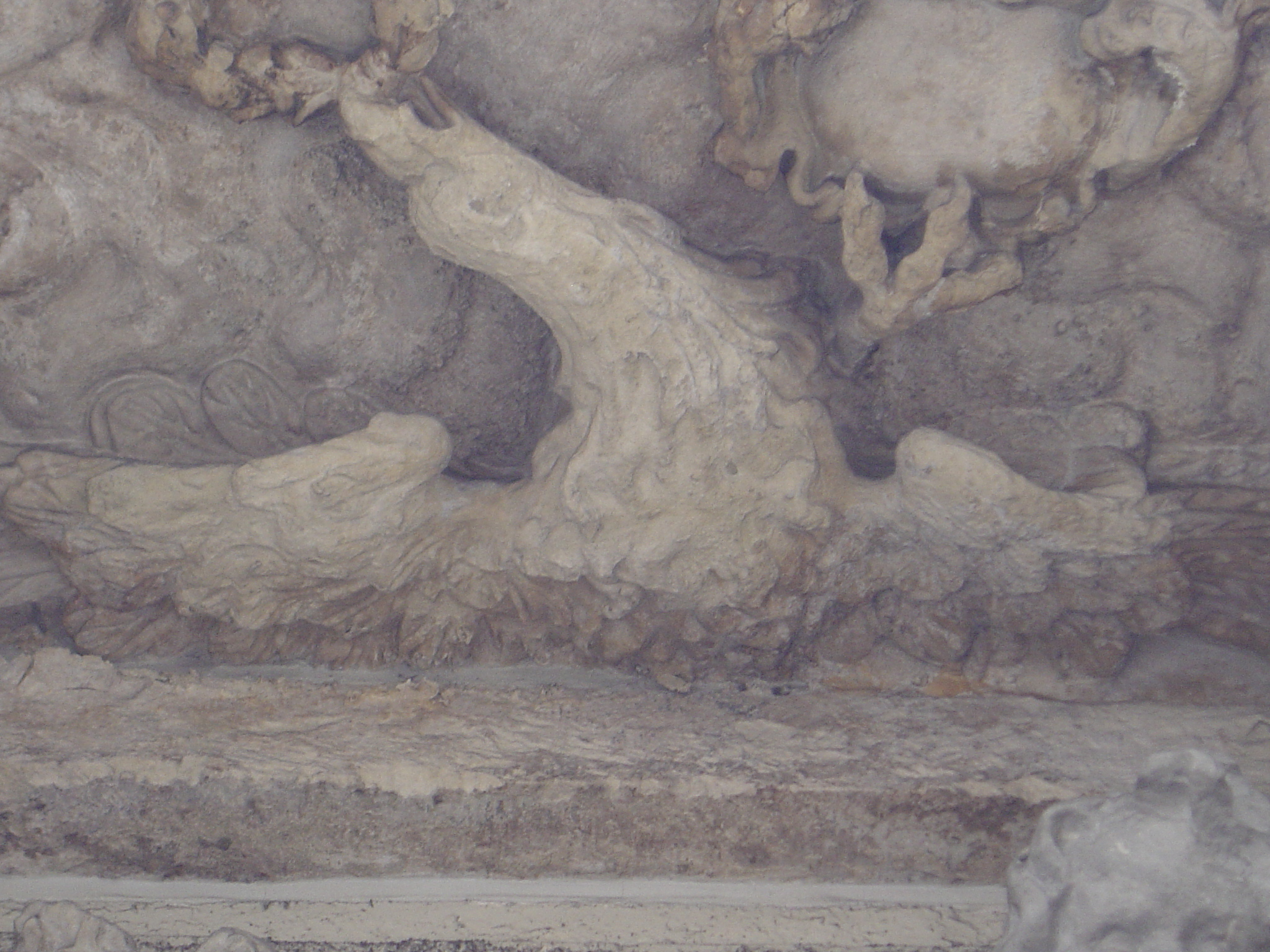
Aigle tenant un Cartouche, sculpture par Pierre Van Dievoet (1696, Maison de l'Agneau Blanc à Bruxelles).

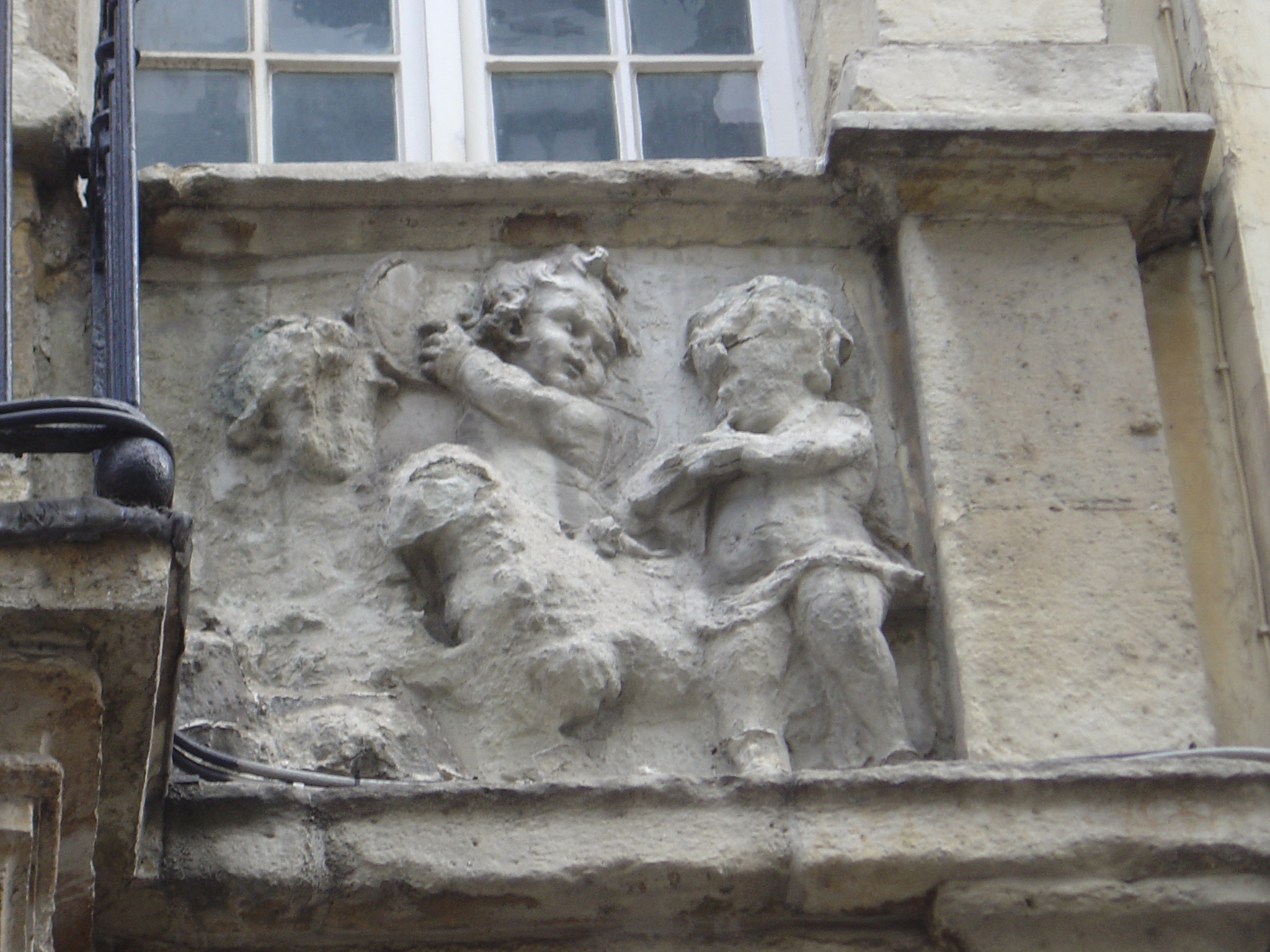
État actuel du bas-relief droit de l'Agneau Blanc, par Pierre Van Dievoet. L'on remarquera l'état de dégradation de cette sculpture de 1696 qui lentement disparaît dans l'indifférence générale.

Jean De Broe, marchand de draps, conseiller et receveur de la ville de Bruxelles fit édifier cette maison en 1696. 
Il choisit, comme le dit Guillaume Des Marez, pour l'exécution des bas-reliefs « un sculpteur renommé de l'époque, Pierre Van Dievoet ». Selon contrat passé le 25 juin 1696, « Pierre Van Dievoet, sculpteur, fera sur la façade de la maison dénommée l'Agneau Blanc deux bas-reliefs avec des enfants et un petit agneau au-dessus de la porte avec le petit Jésus et le petit saint Jean. Item, sur la pierre dessous le balcon, il sculptera selon son goût toute sculpture qu'il jugera bon. Item, en haut il fera quelque festons dans la frise, avec deux cartouches. Pour cela il recevra 80 florins et une culotte de velours ». Mais laissons parler Des Marez : « Les bas-reliefs, gracieux et animés, y sont toujours, et au-dessus de la porte Jésus et Jean-Baptiste jouent avec le petit agneau blanc. Sous le balcon, conformément à la convention de 1696, qui stipulait qu'en cet endroit le sculpteur Van Dievoet devait imaginer un motif suivant son inspiration, on voit un aigle volant sur un fond sillonné de nuages, tenant d'une patte une couronne, de l'autre un cartel. Tout en haut, une belle frise sépare les étages; on y voit des rinceaux et des flambeaux entrecroisés et renversés. Les godrons des volutes du gâble se terminent par une patte vigoureusement taillée."
Remarquons que ces bas-reliefs sont dans la tradition de François du Quesnoy et qu'ils rappellent par exemple son célèbre relief « enfants jouant avec une chèvre » ou un dessin sur le même sujet conservé à Vienne (Albertina, Graphische Sammlung, inv. n° 8446). Il s'agit d'une composition dont le thème se retrouve dans l’œuvre d'un Pierre Brébiette d'un Nicolas Poussin ou dans les sculptures de François du Quesnoy, Lucas Faydherbe et Marc de Vos.

## Sa maison bruxelloise
Cette maison « l'Agneau Blanc » était située non loin de la propre habitation du sculpteur Pierre Van Dievoet qui demeurait également au Marché aux Herbes (Gersemerkt) dans la belle maison appelée « l'Aisguière d'Or » ou « de Gulde Lampet » située à gauche de la maison « Wit Vosken » formant l'angle avec la rue de la Putterie, rue disparue. Un très intéressant acte notarié dressé à l'occasion du décès de l'épouse du sculpteur en 1719, fait revivre le décor familier dans lequel vécut l'artiste. On y voit décrit un de ces intérieurs qui nous ont été rendus familiers par les peintres flamands de son époque : scriban orné d'écailles, chaises en cuir d'Espagne, tasses en fine porcelaine, un paravent peint de six panneaux, sans oublier le pot à thé et le pot à chocolat en cuivre. Cet inventaire donne le nombre des tableaux dont étaient ornés les murs des diverses pièces de « l'Aisguière d'Or » et qui s'élevait à soixante-cinq, parmi lesquels le portrait de Charles II roi d'Espagne de pieuse mémoire, un tableau représentant Notre Seigneur au Jardin et qui avait été offert à Pierre Van Dievoet par son beau-père Jean Charles de Witte, ainsi qu'un grand paysage peint par feu le Sieur de Vadder.

## Relations parisiennes

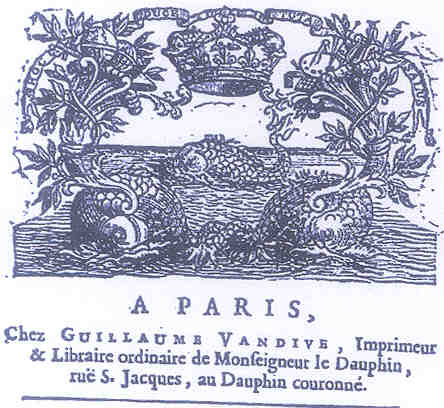
Marque typographique d'un neveu du sculpteur Pierre van Dievoet, l'imprimeur libraire de Monseigneur le Dauphin, Guillaume van Dievoet dit Vandive, avec sa devise : "HOC DUCE TUTA SALUS", 1704.

À Bruxelles, Pierre Van Dievoet avait gardé des contacts avec son frère et ses neveux de Paris, les orfèvres Van Dievoet dits Vandive. Toute une série d'actes des notaires Van den Eede, Pilloy et Parys mettent bien en lumière ses contacts d'affaires avec son frère à Paris
. Ces actes s'échelonnent de 1709 à 1727. Après sa mort deux actes de 1731 et 1738, signés cette fois-ci par ses frères Jean-Baptiste et Nicolas Van Dievoet et leurs enfants continuent ces contacts avec les Van Dive. Ces actes concernent des rentes que le sculpteur Pierre Van Dievoet possédait sur les aides et gabelles et cinq grosses fermes de France. L'acte le plus intéressant est celui du 4 mai 1709 passé à Bruxelles par devant le notaire François van den Eede. Cet acte nous apprend en effet que le maréchal de Villeroy, le destructeur de Bruxelles, devait au sculpteur Pierre Van Dievoet, une somme de 293 livres et 15 sols selon billet du 7 juin 1705 dûment contrôlé à Paris le 7 décembre 1707, avec les intérêts de ladite somme et les dépens faits pour en avoir le payement selon une sentence rendue au Présidial du Châtelet de Paris le 21 janvier 1709. (Pierre Van Dievoet est cité dans cet acte comme marchand de galons d'or et d'argent car par son mariage avec Dorothée de Witte veuve de Jacques van der Borcht il participait à l'exploitation de la manufacture de galons et fils d'or et d'argent des Van der Borcht). 
La plupart des œuvres bruxelloises de Pierre Van Dievoet se situent de 1696 à 1698, il s'agit là de ses œuvres principales que la postérité a reconnues. Il existe certainement bon nombre d'œuvres de ce sculpteur dans les églises où sur les façades bruxelloises dont il est l'auteur mais qui n'ont pas encore pu lui être attribuées.

## Mariage et famille
C'est dans la période où se situent ses œuvres les plus importantes qu'il épousa le 19 juin 1697 en l’église de Saint-Jacques-sur-Coudenberg, Dorothée de Witte issue des lignages Sweerts et Sleeus qui était depuis un an la belle-mère de son frère cadet Jean-Baptiste Van Dievoet.
Dorothée de Witte était veuve de Jacques van der Borcht dont elle avait eu seize enfants parmi lesquels Anne van der Borcht épouse de Jean-Baptiste Van Dievoet, Jean-Charles van der Borcht, conseiller et Maître général des Monnaies et le poète néo-latin Petrus van der Borcht. Les Van der Borcht exploitaient une manufacture de fils d'or et d'argent dont le graveur Harrewijn a transmis l'image jusqu'à nous.
Le sculpteur Pierre Van Dievoet et son épouse avaient passé leurs conventions matrimoniales par-devant le notaire Henri de Prenne le 19 juin 1697. Il y est qualifié de « maître sculpteur » (zyn personnelycken gecompareert Sr. Peeter Van Dievoet, ingesetene borger der voorg. stadt ende meester beldtsnyder van sijnen style toecomende bruydegom...).
Pierre Van Dievoet s’était donc marié à l’âge de 36 ans. Continuant sa carrière de sculpteur il fut appelé en 1703, à l'âge de quarante-deux ans, à diriger sa corporation et fut nommé doyen des Quatre-Couronnés.
Par la suite, jugeant le temps venu de disposer de leurs biens, le sculpteur Pierre Van Dievoet et son épouse Dorothée de Witte passèrent par-devant le notaire Van den Eede (n° 1159) un contrat mutuel en forme de donation inter vivos, et de testament en date du 17 juillet 1709. Nous y apprenons qu'il existait un portrait du sculpteur et de son épouse : « item de twee pourtraitten d'eene van hem eerste comparant (Pierre Van Dievoet) ende d'ander van syne voors huysvrouwe (Dorothée de Witte) ». Nous ignorons ce que sont devenus ces portraits. Cet acte mentionne notamment les livres, dessins et outils servant à l'exercice de l'art de sculpture : « alle syne (de Pierre Van Dievoet) cleederen, lynwaert, diamantrink, handecachet, boecken, teeckeningen ende gereetschappen raeckende d'exercitie van het beltsnyders cunst ».
À partir de 1709 certains actes notariés le mentionnent comme marchand de galons d’or et d'argent ou simplement marchand. Nous savons ainsi qu’il participa activement à l'exploitation de la manufacture et du négoce de fils d'or et d'argent de feu Jacques van der Borcht premier mari de Dorothée de Witte et qui passera ensuite entre les mains de leur fils et beau-fils Jean-Charles van der Borcht conseiller et Maître Général des Monnaies.
Pierre Van Dievoet mourut à Bruxelles le 2 mars 1729, à l'âge de soixante-huit ans, et n'eut pas d'enfants.

## Ses fonctions publiques

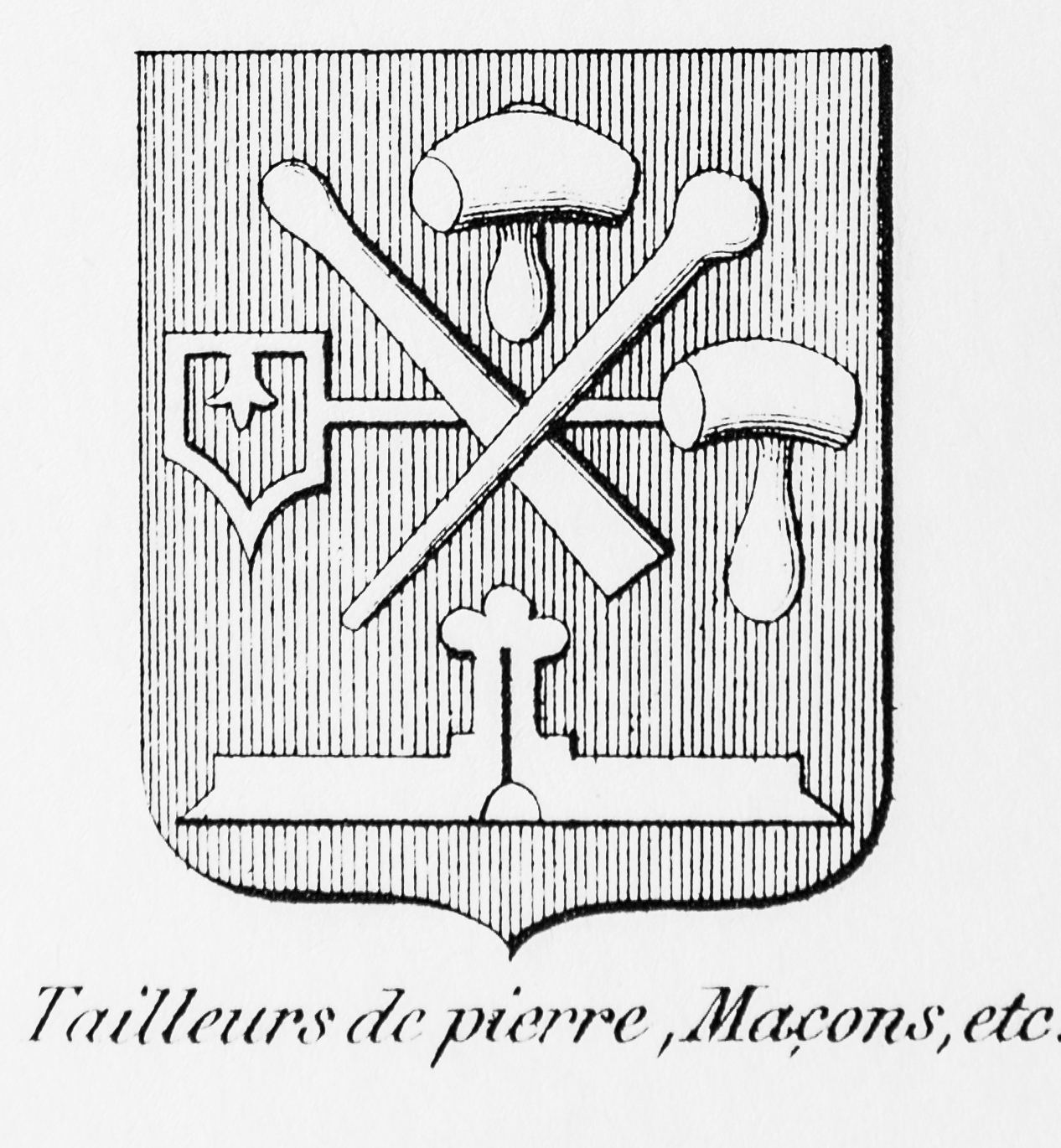
Blason du métier des Quatre Couronnés (tailleurs de pierre, maçons, sculpteurs et ardoisiers) dont il fut nommé doyen en 1703.

Le sculpteur Pierre Van Dievoet continua sa carrière de notable en exerçant des fonctions publiques.  

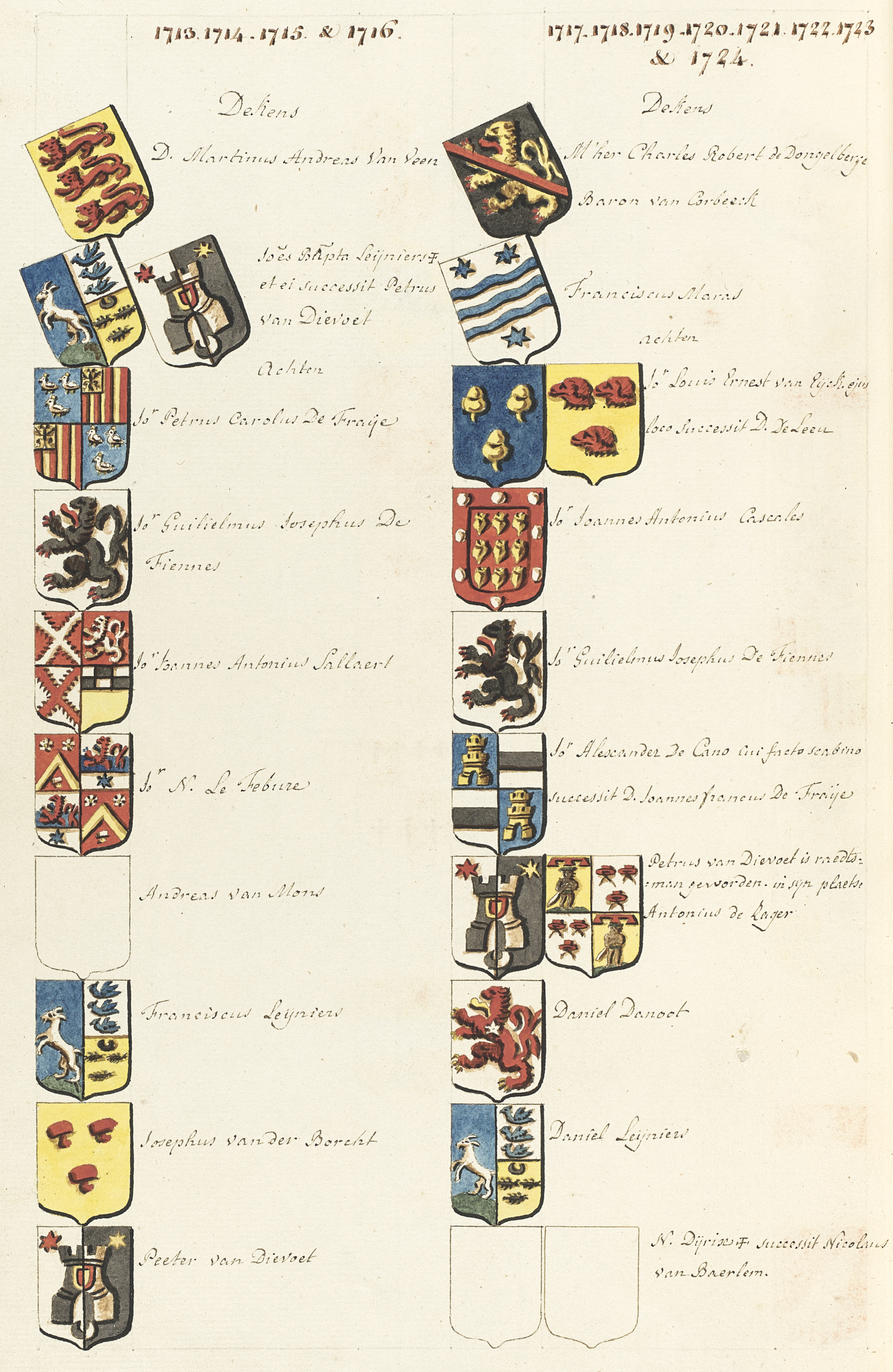
On retrouve les armes de Pierre Van Dievoet dans l'armorial de la Gilde Drapière.

En 1695, il fut admis comme maître des Quatre-Couronnés à Bruxelles. 
En 1703, il fut nommé Doyen des Quatre-Couronnés à Bruxelles. 
De 1713 à 1723, soit de cinquante-deux à soixante-deux ans, c'est-à-dire pendant une décennie, il fut octovir puis Doyen, élu des Nations auprès du Tribunal de la draperie nommé Lakengulde ou Gilde Drapière, antique institution bruxelloise que l'on peut comparer à une chambre de commerce, et dont les membres étaient appelés les « frères de la Gilde ». 
À la fin de ce mandat, de 1723 à 1724, soit de soixante-deux à soixante-trois ans, il fit partie du magistrat en devenant Conseiller de la Ville de Bruxelles. Il quitta à partir de cette année la vie publique. Homme pieux, il avait été jusqu’à la fin de sa vie « maistre d'église », c'est-à-dire marguillier de Sainte-Gudule.

## Une anecdote
Six mois après sa mort, le nom du sculpteur Pierre Van Dievoet fut mêlé à un incident qui irrita profondément ses proches. Le 4 septembre 1729, le marchand de draps Bernard de Vel, époux de la veuve de Joseph van der Borcht, avait déclaré publiquement, en pleine Grand-Place de Bruxelles au milieu des œuvres du défunt, à Jean-Baptiste Van Dievoet le jeune, neveu du sculpteur, que ce dernier "avait proféré des milliers de faux serments". Jean-Baptiste, âgé alors de 25 ans, il était né le 30 mai 1704, vint rapporter ces propos à son père Jean-Baptiste, époux d'Anne van der Borcht. Celui-ci furieux se rendit avec son frère Nicolas chez le notaire Michel Parys le 10 septembre 1729 et lui demanda d'aller protester auprès de Bernard de Vel et de lui demander s'il maintenait de tels propos injurieux.
Le notaire accomplit sa mission et Bernard de Vel lui répondit qu'il donnera réponse par écrit. Le 15 septembre 1729, le notaire se rendit à nouveau auprès de De Vel pour savoir s'il avait réponse écrite; il n'en avait pas, mais prétendit n'avoir jamais tenu de tels mots injurieux. L'incident fut clos, la mémoire du sculpteur Pierre Van Dievoet était sauve.

## Son héritage
Il laissait comme uniques héritiers ses frères restés à Bruxelles, Jean-Baptiste et Nicolas Van Dievoet. Le 15 mars 1738, à Bruxelles, Jean Baptiste Van Dievoet et les enfants de feu son frère Nicolas van Dievoet, "ambedeux uniques heritiers testamentairs de feu le Sr. Pierre van Dievoet marchand dans cette ville leur frere, decedé sans enfans le 2 mars 1729", se présentent devant le notaire Michel Parys, pour constituer comme procureur général et spécial "la personne du Sr. Balthazar Philippe Vandieve (sic) leur cousin marchand a Paris, pour en leur nom, et de leur part recevoir soub sa quittance ez mains des heritiers de feu le Sr. Philippe Vandieve en son vivant frère, et oncle des comparants, la somme de six cent livres tournois provenant d'un contrat sur l'hostel de ville a Paris par feu ledit Sr. Philippe Vandieve receu, ayant appartenu audit Pierre van Dievoet, parmi quoy les comparants declarent de decharger les susdits heritiers de toutes pretensions a ladite somme de six cent livres tournois, promettant, obligeants, et renonceants en forme, ainsy fait et passé dans la ville de Bruxelles les jour, mois, et an predit".

## Sa famille

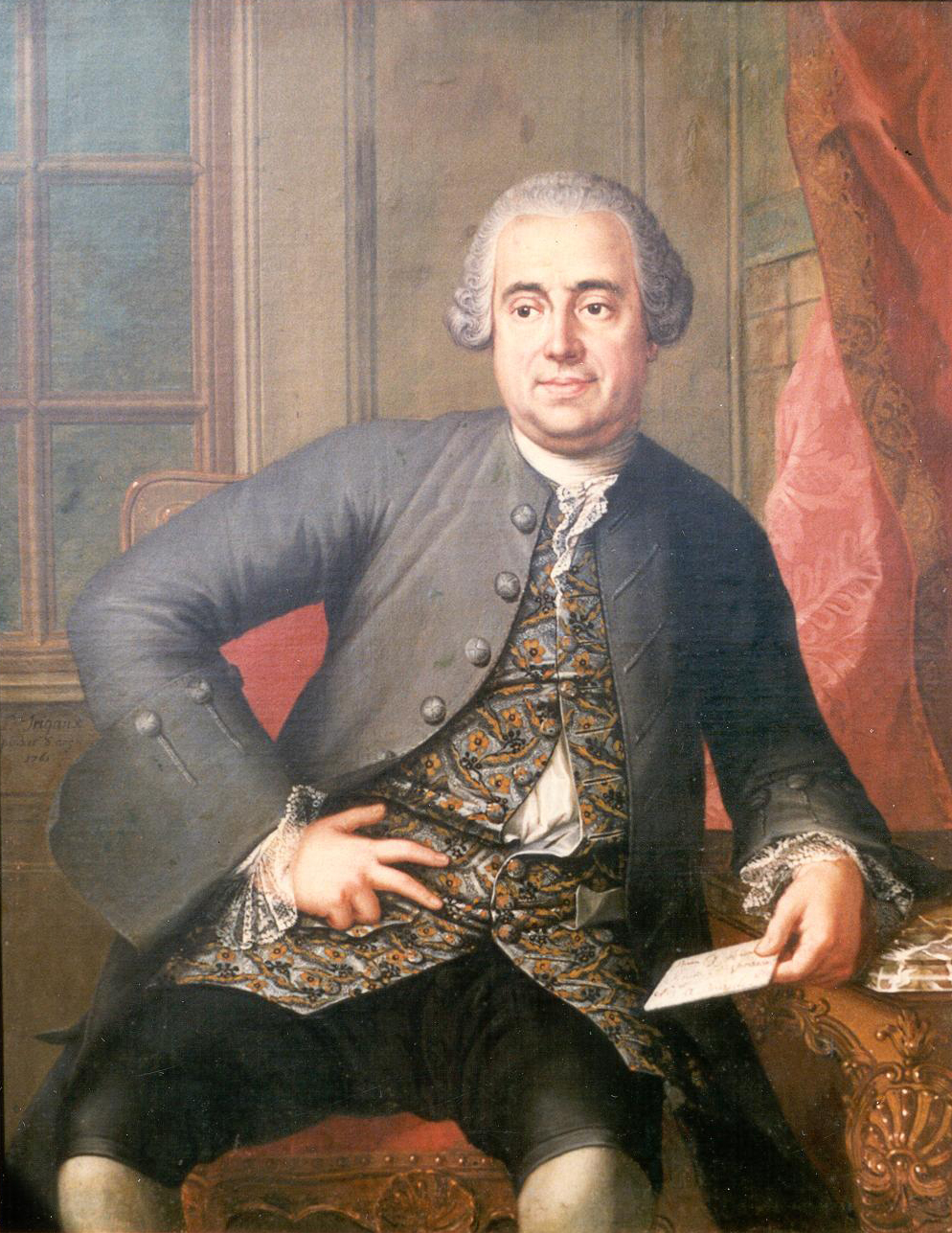
Jean-Baptiste Van Dievoet (1704-1776), époux d'Élisabeth Van der Meulen, neveu du sculpteur Pierre Van Dievoet (portrait à l'huile par Trigaux, 1761)

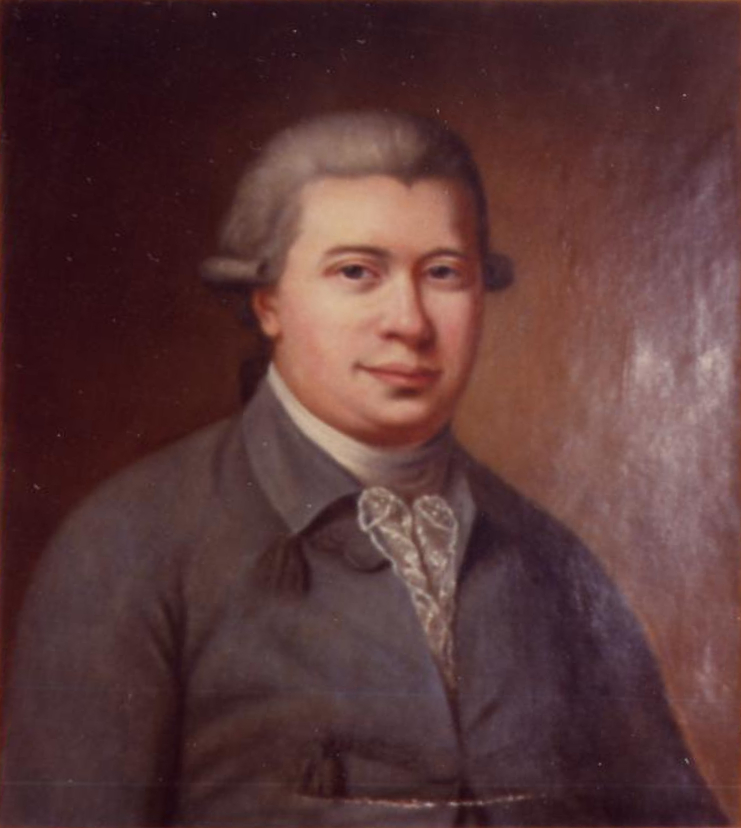
Jean-Baptiste III Van Dievoet (1747-1821), époux d'Anne-Marie Lambrechts, petit-neveu du sculpteur Pierre Van Dievoet (portrait à l'huile vers 1787)

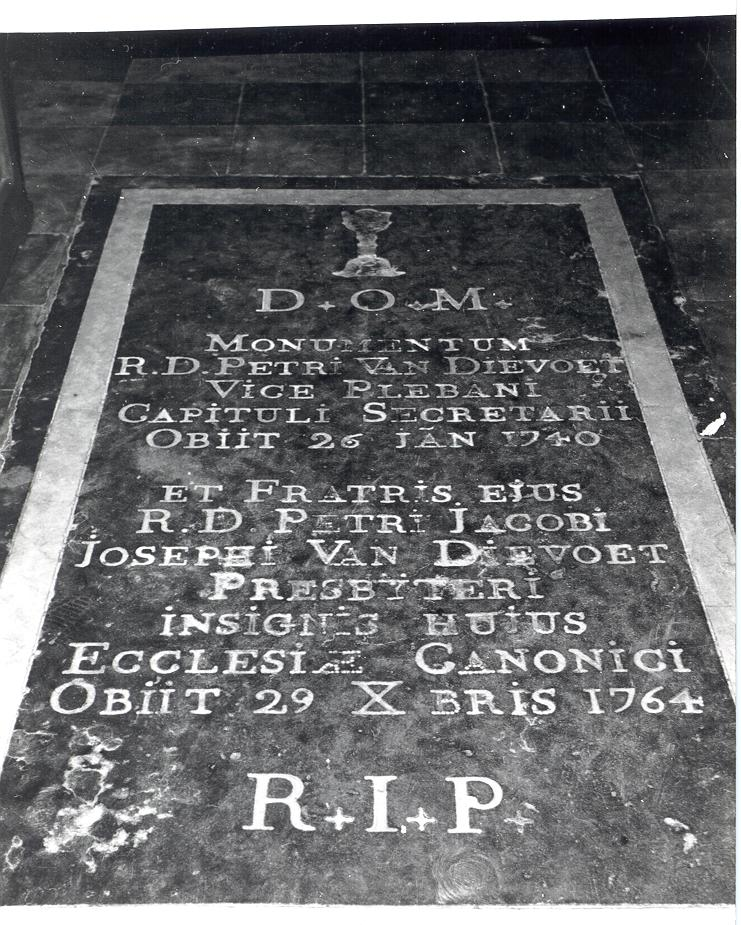
Tombe en la collégiale Saint-Pierre à Anderlecht, où reposent deux neveux du sculpteur: Pierre Van Dievoet (1697-1740), secrétaire du chapitre d'Anderlecht, également son filleul, ainsi que Pierre-Jacques-Joseph Van Dievoet (1706-1764), chanoine audit chapitre, frère du précédent.

I) Sieur Gilles Van Dievoet, décédé avant 1672, bourgeois de la ville de Bruxelles, épousa en premières noces en l'église de la Chapelle le 13 novembre 1650 (tt. D. Jean Kelegom, Pierre Rossum, et plusieurs autres), Damoiselle Catherine Slachmeulder, décédée à Bruxelles demeurant rue de la Madeleine près de l'église de la Madeleine (van vuyt den Steenwech, bij de Magd: kercke), funérailles le 24 juin 1660, enterrée dans le cimetière du couvent des Fransicains Récollets, et en secondes noces en l'église Sainte-Gudule, à Bruxelles, le 31 juillet 1660 (tt. Augustin Neetens, Jean Zeevart, frère de la future, François Jacobs, Nicolas van der Borcht, Joachim Zeevart, frère de la future, Marie de Smet, Carole La Croix, et Elisabeth Hannart), Damoiselle Gertrude Zeevaert, décédée à Bruxelles le 22 juillet 1705 et enterrée le 24 dito dans l'église de la Madeleine (service à seize prêtres) après s'être remariée le 28 août 1672 (tt. Joachim Zeevaert et Pierre Van Assche) à l'église Saint-Géry avec Charles de Lens, bourgeois de Bruxelles. 
Il eut du premier mariage deux enfants nés à Bruxelles :
1) Anne-Marie Van Dievoet qui épousa le Sieur Godo, dont Catherine Godo et Jeanne Godo.
2) Philippe Van Dievoet dit Vandive, baptisé à Sainte-Gudule le 9 janvier 1654, orfèvre à Paris, bourgeois de Paris, conseiller du roi, Officier de la Garde-Robe du Roi, syndic général des rentes de l'Hôtel de Ville de Paris et Consul de ladite ville. Il mourut à paris le 1er février 1738. Il avait épousé Anne Martinot, fille du fameux horloger du Roi, Balthazar Martinot, et fut père de Balthazar-Philippe Vandive également orfèvre et consul de Paris. Son nom fut changé en Vandive par le Dauphin.
Gilles Van Dievoet eut de son second mariage avec Gertrude Zeevaert, trois enfants nés à Bruxelles, qui suivent sous 3, 4 et 5.
3) Pierre Van Dievoet, bourgeois de la ville de Bruxelles, célèbre sculpteur bruxellois, sculpteur à la Cour d'Angleterre, disciple de Grinling Gibbons, revint à Bruxelles lors de la Révolution de 1688. Doyen des Quatre-Couronnés à Bruxelles en 1703, Marguillier de Sainte-Gudule, doyen puis octovir de la Gilde Drapière (1713 à 1723) et conseiller de la Ville de Bruxelles (1723 à 1724). Fut baptisé à Sainte-Gudule le 29 juin 1661, et eut comme parrain le jurisconsulte Pierre Stockmans, conseiller de Brabant, et comme marraine Damoiselle Marie de Smet. Le sculpteur Pierre Van Dievoet épousa en l'église de Saint-Jacques-sur-Caudenberg à Bruxelles, le 19 juin 1697 (tt. Pierre Grenus et François Thibaut), Dorothée de Witte fille de Jean-Charles de Witte et de Dorothée Buys issue du lignage Sweerts, un des Sept Lignages de Bruxelles. Jean-Charles de Witte était originaire d’Anvers. Pierre Van Dievoet mourut à Bruxelles en son domicile, la maison du Marché aux Herbes appelée "l'Aisguière d'Or", le 2 mars 1729. Il n'eut point d'enfants.
4) Jean-Baptiste Van Dievoet, qui suit sous II.
5) Nicolas Van Dievoet, bourgeois de la ville de Bruxelles, négociant en vins, doyen de la corporation des marchands de vin, Nation Saint- Jacques, en 1711, baptisé à Sainte-Gudule le 7 mai 1669 (ss. Nicolas van der Borcht et Godelieve Zeevaert), et mort le 6 janvier 1735 avec funérailles le 14 en l'église de la Chapelle, épousa à Sainte-Gudule, à Bruxelles, le 25 avril 1700 (tt. Pierre Van Dievoet et Henri de Nayere), Anne de Smet de la paroisse Sainte-Gudule, fille de Charles de Smet et de Catherine Aertssens la fille de Sieur Léonard Aertssens, distillateur de brandevin, né à Anvers, et de Damoiselle Marie Mertens et petite fille de feu Peeter Aertssens. Ils eurent :
a) Anne-Marie Van Dievoet, née à Bruxelles le 20 août 1702 et baptisée le lendemain en l’église Notre-Dame de la Chapelle (ss. Henri de Naijer et Anna Vander Borcht), qui épousa le 13 juillet 1732 en l’église Notre-Dame de la Chapelle (tt. Nicolas van Dievoet, père de la future, et Joseph François Ignace Masquellier) le Sr. Maximilien Clement, mort le 17 octobre 1754, enterrement et service le samedi 19 du même mois à 10 heures et demie dans l’église de Notre-Dame de la Chapelle avec inhumation dans l’église.
b) Gertrude Van Dievoet, née à Bruxelles le 5 novembre 1704 et baptisée le lendemain en l’église de Notre-Dame de la Chapelle (ss. Pierre van Dievoet et Gertrude Zeevaert), funérailles le 18 septembre 1708 en l'église de la Chapelle où elle fut enterrée.
c) Jean-Baptiste Van Dievoet-fils-Nicolas né à Bruxelles le 9 juillet 1707, baptisé le lendemain en l’église Notre-Dame de la Chapelle (ss. Jean-Baptiste van Dievoet et Catherine de Smedt), mort en juin 1760, funérailles le 9 juin 1760 en l’église Notre-Dame de la Chapelle, inhumé dans l’église.
d) Henry Van Dievoet, né à Bruxelles le 15 septembre 1711 et baptisé le lendemain en l’église Notre-Dame de la Chapelle (ss. Henri de Nayer et Dorothée de Wit), inscrit à la Faculté de droit civil de l’Université de Louvain en 1729-1730, mort célibataire, funérailles le 9 décembre 1771 en l’église Notre-Dame de la Chapelle, enterré dans l’église.
II) Jean-Baptiste Van Dievoet, fils de Gilles et de Gertrude Zeevaert, bourgeois de la ville de Bruxelles, et négociant en vins. Il naquit à Bruxelles, reçut le baptême à Sainte-Gudule le 6 mars 1663 (ss. Jean Zeevaert et Marie van der Vinnen) et mourut dans sa ville natale le 4 avril 1751 au Marché au Fromage dans la grande et belle demeure appelée "Den Eyseren Draeck"(Au Dragon de fer) qu'il y avait fait édifier en 1709. Les funérailles avec service à seize prêtres, eurent lieu en l'église des Récollets, où il fut enterré dans la tombe familiale située devant l'autel de Saint-François. Il avait épousé à Bruxelles à Saint- Jacques-sur-Caudenberg, le 7 juin 1696, Anne van der Borcht, baptisée le 16 avril 1670 à Sainte Gudule (Bruxelles), fille de Jacques et de Dorothée de Witte (épouse en secondes noces du sculpteur Pierre Van Dievoet), petite fille de François van der Borcht et de Petronille Paridaens, arrière-petite-fille de Laurent van der Borcht et de Marie Orlucx, arrière-arrière-petite-fille de Gilles van der Borcht demeurant à Schaerbeek et de Barbara Bovens. Anne van der Borcht par sa mère Dorothée de Witte épouse en secondes noces du sculpteur Pierre Van Dievoet frère de Jean-Baptiste, est issue du lignage des Sweerts un des sept Lignages de Bruxelles. Anne van der Borcht est la sœur de Jean-Charles van der Borcht, conseiller et maître général des monnaies de Sa Majesté Impériale et Catholique ainsi que de Petrus van der Borcht, poète néolatin. Anne van der Borcht mourut le 26 septembre 1708 et fut enterrée dans le caveau dans l'église des Récollets. Jean-Baptiste Van Dievoet épousa en secondes noces à Sainte-Gudule, le 16 novembre 1709 (tt. N. Van Dievoet et N. Van Volxem) Suzanne van der Bierstraet dont il n'eut point d'enfants, veuve de Jean-Baptiste Segers, apothicaire, décédée le 16 décembre 1732. Jean-Baptiste Van Dievoet et Anne Van der Borcht procréèrent neuf enfants, tous nés à Bruxelles et baptisés à Sainte-Gudule ; parmi lesquels Jean-Baptiste Van Dievoet (1704-1776), négociant en vins, doyen de la Corporation des Marchands de Vin, époux d'Élisabeth Van der Meulen, Pierre Van Dievoet, vice-pléban et secrétaire du chapitre d'Anderlecht et Pierre Jacques Joseph Van Dievoet, chanoine audit chapitre (leur tombe est toujours visible en la collégiale Saints-Pierre et Guidon).

## Épitaphe
Nous donnons ici la transcription de la tombe des familles Van der Borcht et Van Dievoet. Cette tombe était située dans l'église des Récollets en face de l'autel de Saint-François.
D.O.M.
MONUMENTUM
JACOBI VAN DER BORCHT
ET
DOROTHEAE DE WITTE
SVAE VXORIS
NEC NON
JOANNIS BAPTISTAE
VAN DIEVOET
ET
ANNAE VAN DER BORCHT
CONJUGUM
AC POSTERORUM
R.I.P.

## Armes
| Armoiries de Pierre van Dievoet | Armoiries de Pierre van Dievoet |
| ------------------------------- | --- |
|                                 | Blasonnement: Parti d'argent et de sable, à la tour ouverte du champ de l'un en l'autre, chargée en cœur d'un écusson parti de gueules et d’or à la bordure de l’un en l’autre, la tour étant accompagnée en chef de deux étoiles à six rais, à dextre de gueules, à sénestre d'or et en pointe d'un croissant de l'un en l'autre. Les armes de Pierre van Dievoet diffèrent de celles de son frère Jean-Baptiste et de celles des Van Dievoet d'aujourd'hui (Pierre n'eut pas de descendance). |

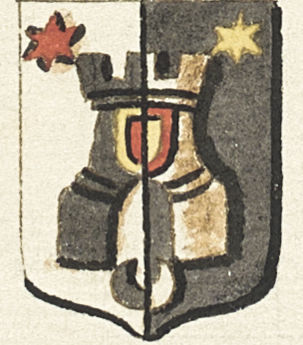
Dessin d'époque de ses armes.
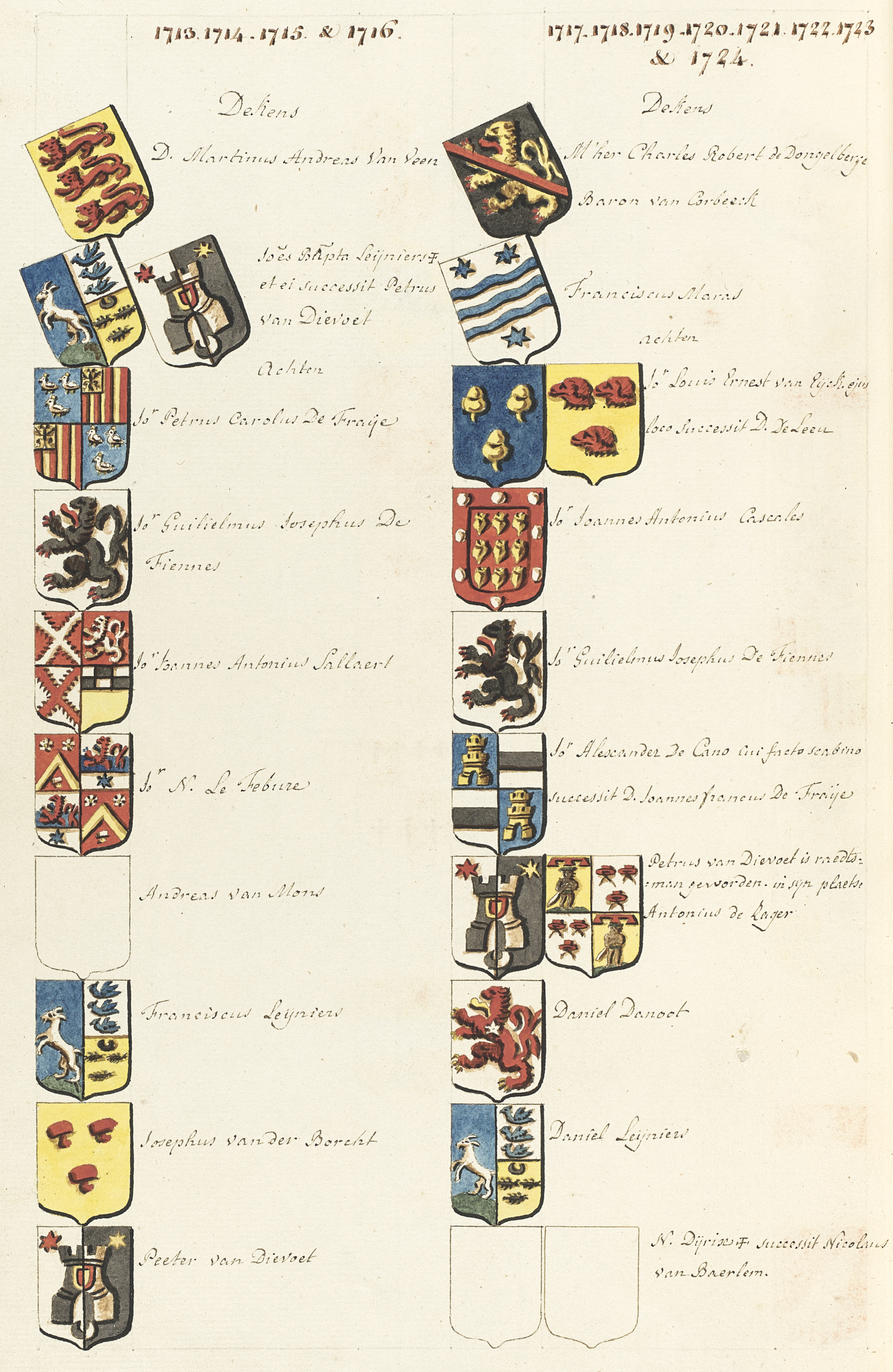
Son blason figure dans l'armorial de la Gilde Drapière.